# António Leote Tavares
António Carlos Aguado Leote Tavares (Lagos, 21 de Outubro de 1863 – Silves, 29 de Dezembro de 1932) foi um militar português.

## Biografia
Nasceu em Lagos, no Algarve.
Enveredou pela carreira militar, tendo alcançado a patente de coronel de engenharia. Foi ajudante de campo dos reis D. Carlos e D. Manuel, tendo estado com eles no dia do regicídio. Esteve igualmente colocado em África, onde foi companheiro de Joaquim Augusto Mouzinho de Albuquerque. Foi igualmente director da Sociedade Praia da Rocha, uma importante empresa de desenvolvimento daquele destino balnear, que possuía um casino e estava a construir o Palace Hotel. Em 5 de Junho de 1921, a Revista de Turismo noticiou que Leote Tavares tinha pedido licença para a instalação de um caminho de ferro eléctrico entre a Praia da Rocha e a estação ferroviária de Portimão. Também foi responsável por uma das propostas para o caminho de ferro entre Portimão e Lagos, uma vez que o jornal O Algarve de 8 de Fevereiro de 1914 reportou que as juntas de paróquia de Lagos tinham enviado uma representação ao Ministro do Comércio, pedindo que fosse escolhido o percurso do engenheiro Morais Sarmento em vez do de Leote Tavares.
No dia 29 de Dezembro de 1932, sofreu uma congestão quando estava a viajar de comboio para Lisboa, tendo desembarcado de urgência na estação ferroviária de São Bartolomeu de Messines, e levado de automóvel para o hospital de Silves, onde acabou por falecer por volta das 21 horas. O funeral teve lugar na Igreja de Arroios, em Lisboa, tendo o corpo sido enterrado no Cemitério Oriental. Tinha 69 anos de idade, e estava casado com Henriqueta Tavares Leote, sendo pai de Henrique Leote Tavares.
Foi por diversas vezes condecorado, tendo recebido por duas vezes a Torre e Espada, o grau de comendador na Ordem Militar de Avis, a medalha de prata de Comportamento Exemplar, a medalha das Campanhas de África, e a comenda alemã de Alberto o Venturoso.